# Ansan (saint)
Saint Ansan (en latin : Ansanus, en italien : Sant'Ansano), né en 284 à Rome, descendant de la famille Anicia (ou Anici) et mort le 1er décembre 304 (à 20 ans) à Sienne, est un jeune martyr chrétien. Appelé « le baptiste » ou « l'apôtre de Sienne », il est le saint patron de la ville.

## Légende
Sa légende rapporte qu'il naît au sein d'une noble famille romaine. Encore enfant, Ansan est secrètement baptisé par sa nourrice Maxima (en) (vénérée comme sainte Maxime de Rome) et élevé en chrétien. Ansan n'hésite pas à déclarer ouvertement sa foi chrétienne durant la Persécution de Dioclétien, alors qu'il est âgé de dix-neuf ans.
Selon la tradition, Ansan et Maxima sont alors fouettés ; et Maxima en meurt. Ansan survit cependant à cette torture ainsi qu'à la suivante au cours de laquelle il est jeté dans un chaudron d'huile bouillante. Il est ensuite emmené dans la ville de Sienne en tant que prisonnier. Il réussit à y prêcher le christianisme et convertit beaucoup de personnes à sa religion. Il est décapité sur ordre de Dioclétien.
Il est également dit que son propre père l'a dénoncé aux autorités, mais Ansan réussit à s'échapper et fait beaucoup de convertis à Bagnoregio, et plus tard à Sienne.
Vénéré comme l'un des saints patrons de Sienne, il est représenté dans la Maestà de Duccio.
Le  reliquaire de son bras est exposé au musée diocésain de Sienne, près de la basilique Saint-François.

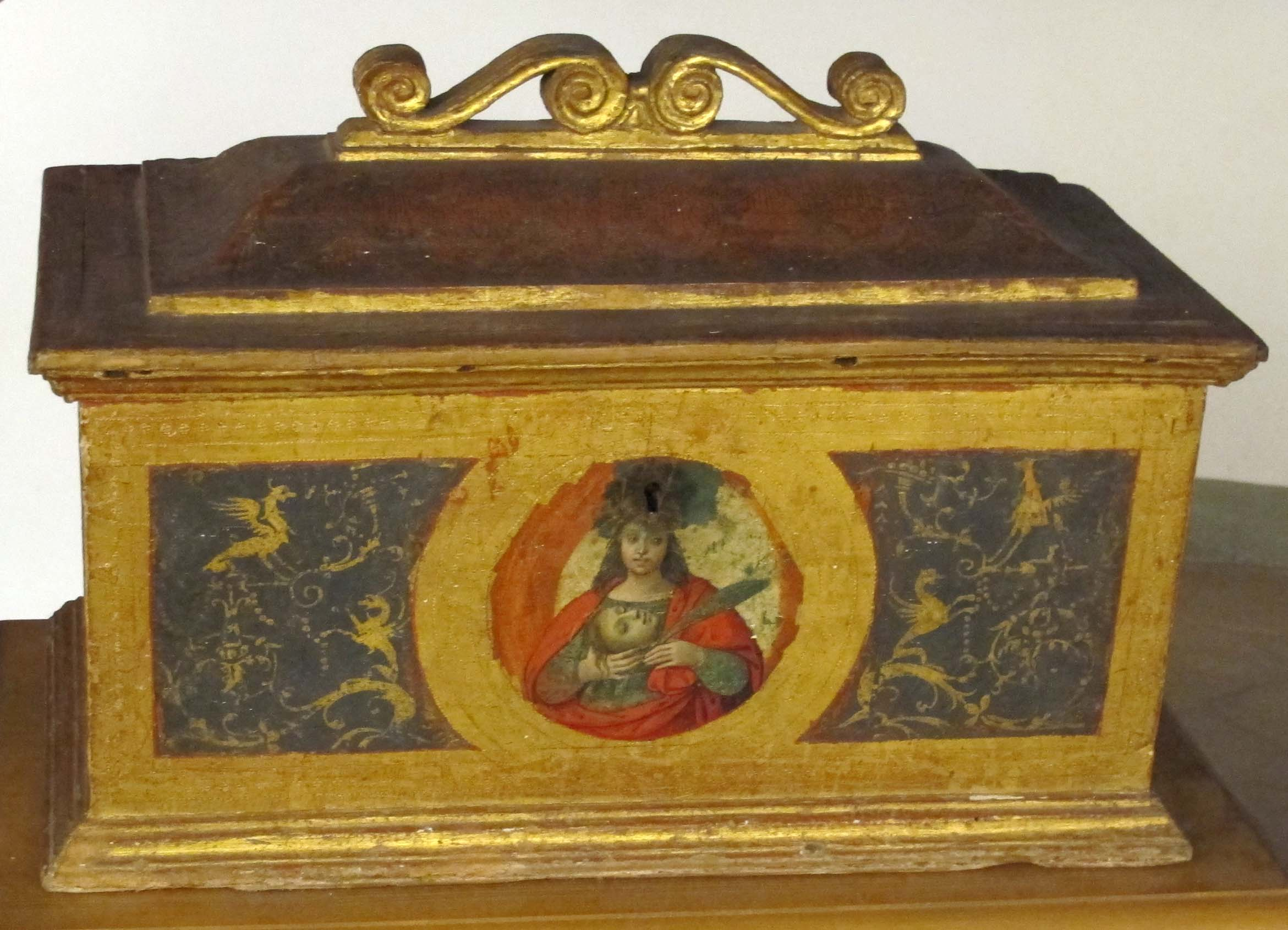
Reliquaire du bras de saint Ansan, musée diocésain de Sienne.

## Représentations du saint

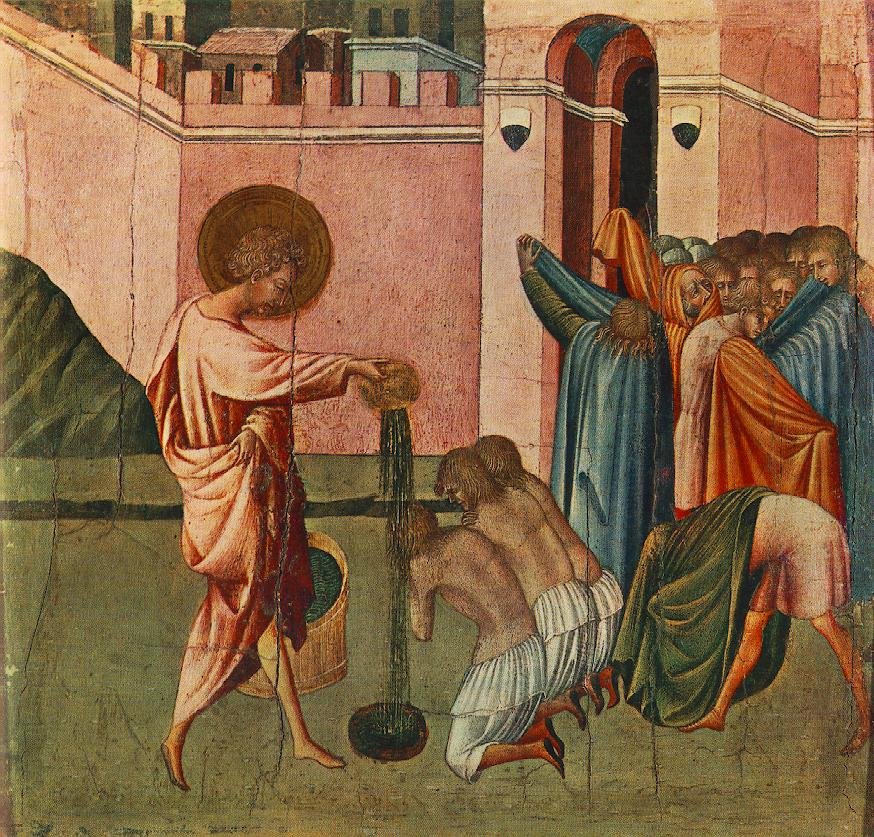
Saint Ansan baptisant par Giovanni di Paolo (1440).

- Panneau central de front de la Maestà de Duccio di Buoninsegna (1308-1311), musée de l'œuvre de la cathédrale de Sienne.
- Annonciation avec sainte Marguerite et saint Ansanus par Lippo Memmi et Simone Martini (1333), musée des Offices, Florence.
- Saint Ansanus baptisant un enfant, ... portant les armes de la ville par Bartolomeo Neroni, musée diocésain de Sienne.
- Sculpture d'une niche de l'Oratorio della Madonna del Buon Consiglio, Prato, terracotta invetriata de l'atelier des Della Robbia (XVe siècle).
- Sculpture de Jacopo della Quercia, museo nazionale di Villa Guinigi, Lucques.
- Saint Ansanus conduit à la prison, Giovanni di Paolo, pinacothèque nationale de Sienne.
- Saint Ansanus baptisant, Giovanni di Paolo (années 1440), Christian museum, Esztergom, Hongrie.
- Volet gauche d'un triptyque par l'atelier de Lorenzo Monaco, musée du Petit Palais, Avignon.

## Source
- (en) Cet article est partiellement ou en totalité issu de l’article de Wikipédia en anglais intitulé « Ansanus » (voir la liste des auteurs).